# لويغي فيورافانتي
لويغي فيورافانتي (بالإنجليزية: Luigi Fioravanti) هو فنان قتال مختلط أمريكي، ولد في 22 يناير 1981 في كوكونت كريك في الولايات المتحدة.

## وصلات خارجية
- لويغي فيورافانتي على موقع يو إف سي (الإنجليزية)
- لويغي فيورافانتي على موقع شيردوغ (الإنجليزية)
- لويغي فيورافانتي على موقع Tapology.com (الإنجليزية)
- لويغي فيورافانتي على موقع IMDb (الإنجليزية)